# Поллок, Жан-Ив
Жан-Ив Поллок (фр. Jean-Yves Pollock, 18 февраля 1946, Париж) — французский лингвист, профессор университета Марн-ля-Валле, в осеннем триместре 1995 года — приглашённый профессор в MIT. Работает в рамках генеративной лингвистики.
Известен как автор гипотезы расщеплённой inflectional phrase (IP), описанной им в статье 1989 года «Verb Movement, Universal Grammar, and the Structure of IP». Обсуждение данной работы послужило в порождающей грамматике толчком к развитию концепции функциональных вершин в дереве структуры непосредственно составляющих, которые, в отличие от лексических вершин, соответствуют не словам той или иной части речи, а абстрактным грамматическим признакам:619, таким как время или согласовательные признаки.